# Yair Mundlak
Yair Mundlak (* 1927 in Pinsk, Polen; † Oktober 2015 in Tel Aviv, Israel) war ein israelischer Wirtschaftswissenschaftler und Hochschullehrer. Der Schwerpunkt seiner Forschung und Lehre lag im Bereich der Agrarökonomie.

## Werdegang, Forschung und Lehre
Mundlak studierte Agrarökonomie an der University of California, Davis, die er 1953 mit dem Titel eines Bachelor of Science in Richtung University of California, Berkeley verließ. Dort machte er 1956 seinen Master of Science in Statistik, ehe er im folgenden Jahr als Ph.D. in Agrarökonomie graduierte. Anschließend ging er nach Israel, um als Associate Professor für Agrarökonomie an der Hebräischen Universität Jerusalem zu lehren. 1970 berief ihn die Hochschule zum ordentlichen Professor, bis zu seiner Emeritierung 1991 besetzte er den Ruth-Hochberg-Lehrstuhl. Zwischen 1965 und 1973 leitete er die agrarökonomische Abteilung, zwischen 1972 und 1974 war er Dekan der landwirtschaftlichen Fakultät. Ab 1978 war er parallel in den Vereinigten Staaten tätig, an der University of Chicago übernahm er bis 1997 die F.H.-Prince-Professur für Wirtschaftswissenschaften. Zuvor hatte er bereits einige Gastprofessuren in den USA.
Mundlaks Arbeitsschwerpunkt im Bereich der Agrarökonomie lag in der Analyse des volkswirtschaftlichen Einflusses der Landwirtschaft insbesondere auf das Wirtschaftswachstum. Hierzu hat er in verschiedenen Ländern empirische Untersuchungen durchgeführt, anhand derer er ein Modell zur Beschreibung des Zusammenhanges entwickelte.
Ab 1970 war Mundlak Fellow der Econometric Society, seit 1993 der American Agricultural Economics Association. Zeitweise war er in den 1960er und 1970er Jahren Berater der israelischen Regierung. 

## Schriften
- An Economic Analysis of Established Family Farms in Israel 1953–1958. Jerusalem 1964, OCLC 253947194.
- Long Term Projections of Supply and Demand for Agricultural Products in Israel. Jerusalem 1964, OCLC 836696173.
- mit Haim Ben-Shahar, Eitan Berglas, Esra Sadan: Economic structure and development prospects of the West Bank and the Gaza Strip. Santa Monica 1971, OCLC 249185014.
- mit G. Avni: The Effects of Free Trade with the Territories on Israel Agriculture. 1974.
- Intersectoral Factor Mobility and Agricultural Growth. Washington, DC 1979, ISBN 0-89629-007-7.
- mit Domingo Cacallo: Agricultural and Economic Growth in an Open Economy. The Case of Argentina. 1982.
- mit Domingo Cacallo, Roberto Domenech: Agriculture and Economic Growth. Argentina 1913–1984. Washington, DC 1989, ISBN 0-89629-078-6.
- mit Domingo Cavallo, Roberto Domenech: La Argentina, Que Pudo Ser – Los Costos de la Represion Economica. Buenos Aires 1989, ISBN 950-95154-34.
- mit Anya McGuirk: Constraints Incentives and the Transformation of Punjab Agriculture. 1960–1980 Washington, DC 1991, ISBN 0-89629-090-5.
- mit Juan Eduardo Coeymans: Sectoral Growth in Chile. 1962–82. Washington, DC 1993, ISBN 0-89629-098-0.
- Agriculture and Economic Growth. Theory and Measurement. Harvard University Press, Cambridge 2000, ISBN 0-674-00228-8.